# Brennersgrün
Brennersgrün ist ein Ortsteil der Stadt Lehesten im Landkreis Saalfeld-Rudolstadt in Thüringen.

## Lage
Brennersgrün liegt im südlichen Zipfel vom Landkreis Saalfeld-Rudolstadt und besitzt mit Bayern teilweise eine gemeinsame Landesgrenze. Die Landesstraße 2374 verbindet den Ortsteil mit dem Hinterland. Die Gemarkung des Ortes liegt auf einem mit Wald umgebenen kupierten Hochplateau des Thüringer Schiefergebirges. Lehesten befindet sich nördlich und ist über eine kurvenreiche und abfallende Streckenführung der Straße zu erreichen. Die Höhenlage beträgt 715 Meter über Normalhöhennull. Somit ist der Ortsteil das höchstgelegene Dorf des Landkreises.

## Geschichte
1187 wurde der Ort erstmals urkundlich erwähnt.
Schieferabbau, Forstarbeit und begrenzt landwirtschaftliche Nutzung der Flächen um das Dorf sowie der Tourismus (außer der DDR-Zeit) waren und sind die Erwerbsquellen der Bürger.
Am 22. Januar 1994 erfolgte die Eingemeindung nach Lehesten.
2012 wohnten im Ortsteil 148 Personen.

## Tourismus
Durch den Ort verläuft der Rennsteig, ein ca. 170 km langer Kammweg des Thüringer Waldes von Hörschel bei Eisenach nach Blankenstein.